# Бартоли, Даниэлло
Даниэлло Бартоли (итал. Daniello Bartoli; 12 февраля 1608, Феррара, Папская область — 13 января 1685, Рим) — итальянский иезуит, учёный, прозаик, историограф, гуманист. Входит в число классических итальянских писателей. Один из ведущих писателей эпохи барокко.

## Биография
Родился в семье придворного химика у знатных представителей дома Эсте Альфонсо II д’Эсте и Чезаре д’Эсте.
Д. Бартоли вступил в Общество Иисуса в 1623 году. После двух лет новициата возобновил учёбу в Пьяченца. В 1626—1629 годах изучал философию в Парме. В 1629—1634 годах преподавал грамматику и риторику в иезуитской коллегии. Рукоположён в 1634 году, и продолжил учёбу в Милане и Болонье. К тридцати годам он был уважаемым проповедником, выступавшим с проповедями в главных иезуитских церквях Италии, включая Феррару, Геную, Флоренцию и Рим. В 1650 был вызван в Рим для составления истории ордена иезуитов. Здесь он получил звание редактора иезуитской коллегии и в этой должности оставался до самой смерти в 1685 г.
Позже был директором иезуитского колледжа в Риме.
Будучи помощником учёных иезуитов Джованни Баттисты Риччоли и Никколо Дзукки, вместе с Франческо Мария Гримальди принимал участие в астрономических наблюдениях, экспериментах и открытиях. Считается, что Бартоли, вместе с Никколо Дзукки, одним из первых обнаружил 17 мая 1630 года экваториальные пояса на планете Юпитер. В 1644 году Даниэлло Бартоли сообщил о наблюдении двух тёмных пятен на Марсе.
Был разносторонним учёным.

## Творчество
Во время Чинквеченто его родной город Феррара вместе с Флоренцией был литературной столицей литературы на итальянском языке, тогда как язык папского Рима был латинским. Д. Бартоли отличался своим классическим итальянским стилем.
Он автор известного и часто переведимого «Dell’huomo di lettere difeso ed emendato» (1645).
Три первые части капитального труда «Istoria della compagnia di Giesu» (Рим, 1653—1663) содержат историю ордена в Азии, в Японии и Китае, четвёртая и пятая (Рим, 1607—1673) — историю иезуитского ордена в Англии и Италии. Первая, главная часть этого труда, а также другие его сочинения аскетического и нравственного характера многократно перепечатывались, вместе и отдельно, до позднейшего времени (9 т. Пиаченца, 1821; 3 т., Милан, 1831). Из его работ по физике особое внимание привлекают сочинения: «Del ghiaccio e della coagulazione» (Рим, 1681); «Del suono» (Болонья, 1680) и «Della tensione e pressionne» (Рим, 1677). Филологические работы Бартоли большей частью направлены против нововведений академии della Crusca (основанной в 1582 г.), поставившей себе целью очистить итальянский язык.
Кроме написания истории иезуитов на итальянском языке «Istoria della Compagnia di Gesù» (1653—1673), Бартоли был биографом таких иезуитских святых, как Игнатий Лойола, Франциск Ксаверий, Диего Лаинеса, Франсиско Борджа и других.
Поэт XIX века Джакомо Леопарди называл его «Данте итальянской прозы».

## Избранные литературные и исторические сочинения
- Dell’huomo di lettere difeso ed emendato 1645
- La poverta contenta 1649
- Della vita e dell’istituto di s. Ignatio, fondatore della Compagnia di Gesù' 1650
- Della vita del p. Vincenzo Caraffa, settimo generale della Compagnia di Gesù 1651
- L’Asia 1653
- Missione al gran Mogor del p. Rodolfo Acquaviva 1653
- L’Eternita Consigliera 1653
- Il torto ed il diritto del «Non si puo» 1655 (под псевдонимом «Ferrante Longobardi»)
- La ricreazione del savio 1659
- Il Giappone, parte seconda dell’Asia 1660
- La Cina, terza parte dell’Asia 1663
- La geografia trasportata al morale 1667
- L’huomo al punto, cioe l’huomo al punto di morte 1669
- Dell’utlimo e beato fine dell’uomo 1670
- Dell’ortografia italiana 1670
- L’Italia, prima parte dell’Europa 1673
- Della tensione e della pressione 1677
- Del suono, dei tremori armonici, dell’udito 1679
- Del ghiaccio e della coagulatione 1682
- Istoria della Compagnia di Gesu